# The Black Coin
The Black Coin é um seriado estadunidense de 1936, gênero aventura, dirigido por Albert Herman, em 15 capítulos, estrelado por Ralph Graves, Ruth Mix e Dave O'Brien. O seriado foi uma produção da Weiss Productions e foi distribuído por Stage & Screen Productions, veiculando nos cinemas estadunidenses a partir de 1 de setembro de 1936.

## Sinopse
A história do seriado gira em torno de 12 moedas negras que, juntas, formam um mapa de tesouro. Os agentes do serviço secreto Ralph Graves e Ruth Mix vão em busca dos vilões que estão usando a Caswell Shipping Company como fachada para sua operação de contrabando, quando tropeçam no segredo do The Black Coin.

## Elenco
- Ralph Graves	 ...	Agente Walter Prescott
- Ruth Mix	 ...	Agente Dorothy Dale
- Dave O'Brien	 ...	Terry Navarro
- Constance Bergen	 ...	Virginia Caswell
- Matthew Betz	 ...	Henry Jensen
- Robert Frazer	 ...	James Hackett
- 'Snub' Pollard	 ...	Vic Moran
- Robert Walker	 ...	Capt. 'Shark' Malone
- Bryant Washburn	 ...	Frank Caswell
- Clara Kimball Young	 ...	Donna Luise Navarro
- Josef Swickard	 ...	Don Pedro Navarro [Caps. 2-4, 13-15]
- Blackie Whiteford	 ...	Quinn McGuire
- Yakima Canutt	 ...	Ed McMahan (thug) [Caps. 3,10-14]
- Jackie Miller	 ...	Bobbie [Caps. 5-7]
- Rondo Hatton	 ...	(cenas de arquivo de Hell Harbor)

## Capítulos
1. Dangerous Men
2. The Mystery Ship
3. The Fatal Plunge
4. Monsters of the Deep
5. Wolves of the Night
6. Shark's Fang
7. Midnight Menace
8. Flames of Death
9. Smuggler's Lair
10. Flaming Guns
11. Wheels of Death
12. The Crash
13. Danger Ahead
14. Hidden Peril
15. The Phantom Treasure